# Leucania guanyuana
Leucania guanyuana är en fjärilsart som beskrevs av Chang 1991. Leucania guanyuana ingår i släktet Leucania och familjen nattflyn. Inga underarter finns listade i Catalogue of Life.